# ベルチェート
ベルチェート（伊: Berceto）は、イタリア共和国エミリア＝ロマーニャ州パルマ県にある、人口約2,000人の基礎自治体（コムーネ）。

## 地理

### 位置・広がり

#### 隣接コムーネ
隣接するコムーネは以下の通り。括弧内のMSはマッサ＝カッラーラ県所属を示す。
- ボルゴ・ヴァル・ディ・ターロ
- カレスターノ
- コルニーリオ
- ポントレーモリ (MS)
- ソリニャーノ
- テレンツォ
- ヴァルモッツォラ

### 気候分類・地震分類
ベルチェートにおけるイタリアの気候分類 (it) および度日は、zona F, 3317 GGである。
また、イタリアの地震リスク階級 (it) では、zona 3 (sismicità bassa) に分類される。

## 行政

### 分離集落
ベルチェートには以下の分離集落（フラツィオーネ）がある。
- Bergotto, Boschi, Cantoniera Tugo, Casa Brusini, Casa Dolfi, Casaselvatica, Case Pesci, Castellonchio, Cavazzola, Corchia, Casacca, Fugazzolo, Ghiare, La Costa, Lozzola, Pagazzano, Pian Farioli, Pietramogolana, Preda, Roccaprebalza, Tra La Riva, Valbona, Villa di Sotto